# Gastón Guruceaga
Gastón Guruceaga, vollständiger Name Gastón Guruceaga Fagúndez, (* 15. März 1995 in Artigas) ist ein uruguayischer Fußballtorhüter.

## Karriere

### Verein
Der nach Vereinsangaben 1,89 Meter, nach anderen Quellen 1,94 Meter große Torhüter Guruceaga stand bereits in den Spielzeiten 2012/13 und 2014/15 im Kader des uruguayischen Erstligisten Club Atlético Peñarol. Er gehörte bereits im April 2013 als Ersatzspieler dem Aufgebot eines Erstligaspiels an. Allerdings kam er in diesem Zeitraum nicht in der Primera División zum Einsatz. Sein Erstligadebüt feierte er am 16. August 2015 beim 3:0-Auswärtssieg gegen den Club Atlético Cerro mit einem Startelfeinsatz. In der Saison 2015/16 bestritt er 31 Erstligabegegnungen und fünf Partien der Copa Libertadores 2016. In der Saison 2016 kam Guruceaga 13-mal in der Liga und zweimal in der Copa Sudamericana 2016 zum Einsatz. Während der Spielzeit 2017 wurde er 21 Mal in der Liga eingesetzt. Seit 2018 wurde Guruceaga wiederholt ausgeliehen: Er spielte in Paraguay, Argentinien und aktuell in Chile.

### Nationalmannschaft
Guruceaga debütierte unter Trainer Fabián Coito am 30. August 2010 beim 3:0-Sieg im Freundschaftsländerspiel gegen Peru in der U-17-Auswahl Uruguays. Insgesamt kann er in dieser Altersklasse zwei Nationalmannschaftseinsätze vorweisen. Im März 2014 nahm er am Lehrgang der uruguayischen U-20-Nationalmannschaft teil. Sein Debüt in der U-20 feierte er am 15. April 2014 mit einem Startelfeinsatz ebenfalls unter Coito beim 3:0-Sieg im Freundschaftsländerspiel gegen die chilenische Auswahl. Er gehörte dem uruguayischen Aufgebot bei der U-20-Südamerikameisterschaft 2015 in Uruguay an. Uruguay belegte den dritten Platz. Auch nahm er mit dem Team an der U-20-Weltmeisterschaft 2015 in Neuseeland teil. Im Laufe des Turniers wurde er viermal eingesetzt.
In einer vom Trainerstab um Fabián Coito getroffenen Vorauswahl der eventuell für den uruguayischen U-22-Kader bei den Panamerikanischen Spielen 2015 in Toronto zu nominierenden Spieler fand er ebenso Berücksichtigung, wie in dem am 19. Mai 2015 bekanntgegebenen vorläufigen Kader. Für die Spiele wurde er letztlich jedoch nicht nominiert.
In die uruguayische Fußballnationalmannschaft wurde er 2016 und 2017 viermal in den Kader berufen. So wurde er unter anderem für die WM-Qualifikationsspiele gegen Venezuela und Kolumbien nominiert, blieb aber bei allen vier Begegnungen ohne Einsatz.

## Trivia
Guruceaga war einer von vier aufstrebenden internationalen Torhütern, die im Mittelpunkt der 2018 erschienenen TV-Dokumentation Phenoms des Senders Fox standen. Neben ihm wurden Alphonse Areola, Jack Butland und Alexander Selichow porträtiert.